# Cornufer cryptotis
Espèce
Synonymes
- Platymantis cryptotis Günther, 1999
- Platymantis cryptotis yapeni Günther, 2015

Statut de conservation UICN

 LC  : Préoccupation mineure
Cornufer cryptotis est une espèce d'amphibiens de la famille des Ceratobatrachidae.

## Répartition
Cette espèce est endémique de Nouvelle-Guinée occidentale en Indonésie. Elle se rencontre dans le kabupaten de Nabire, à une altitude comprise entre 80 et 700 m.

## Publication originale
- Günther, 1999 : Morphological and bioacoustic characteristics of frogs of the genus Platymantis (Amphibia, Ranidae) in Irian Jaya, with descriptions of two new species. Mitteilungen aus dem Museum für Naturkunde in Berlin. Zoologische Reihe, vol. 75, p. 317-335.